# Giulio Rubini (politico)
Giulio Rubini (Dongo, 1º marzo 1844 – Milano, 24 giugno 1917) è stato un imprenditore e politico italiano.

## Biografia
Il padre era proprietario di miniere di ferro e di una ferriera a Dongo.
Dopo la laurea in Ingegneria a Torino nel 1865, partì per la terza guerra di indipendenza del 1866 nel Corpo Volontari Italiani. Nel 1880 assunse la responsabilità dell'attività del padre.
Esponente della destra liberale, fu deputato alla Camera dal 1886 al 1917, dove fu presidente della commissione Bilancio dal 1898 al 1900.
Antigiolittiano, fu Ministro del Tesoro del Regno d'Italia nei Governi Saracco e Salandra I e Ministro dei Lavori Pubblici nel Governo Sonnino II (1909-1910). Si dimise da ministro del tesoro nell'ottobre 1914 perché contrario alla rottura della Triplice Alleanza.
Di formazione industriale metallurgico, era zio di Giorgio Enrico Falck, fondatore dell'omonima azienda siderurgica, al quale diede grande supporto ed impulso per la creazione della nuova attività. Presidente onorario nel 1900 di Assometal, divenne in seguito alla sua fondazione, collaboratore della rivista "La metallurgia italiana" fondata sempre dal nipote. Si interessò tra le altre cose della ferrovia dello Spluga.

## Memoria
I comuni di Roma e di Como (secondo il quale sarebbe nato nel 1848) gli hanno intitolato una via.